# West Yellowstone (Montana)
West Yellowstone es un pueblo ubicado en el condado de Gallatin en el estado estadounidense de Montana. En el Censo de 2010 tenía una población de 1271 habitantes y una densidad poblacional de 614,96 personas por km².

## Geografía
West Yellowstone se encuentra ubicado en las coordenadas 44°39′48″N 111°6′21″O / 44.66333, -111.10583. Según la Oficina del Censo de los Estados Unidos, West Yellowstone tiene una superficie total de 2.07 km², de la cual 2.07 km² corresponden a tierra firme y (0%) 0 km² es agua.

## Demografía
Según el censo de 2010, había 1271 personas residiendo en West Yellowstone. La densidad de población era de 614,96 hab./km². De los 1271 habitantes, West Yellowstone estaba compuesto por el 86.62% blancos, el 0.39% eran afroamericanos, el 1.1% eran amerindios, el 0.87% eran asiáticos, el 0% eran isleños del Pacífico, el 7.47% eran de otras razas y el 3.54% pertenecían a dos o más razas. Del total de la población el 17.94% eran hispanos o latinos de cualquier raza.